# Lamborghini 350 GTV
Pour les articles homonymes, voir Lamborghini, 350 et GTV.
La Lamborghini 350 GTV (Gran Turismo Veloce, rapide, en italien) est le premier concept car prototype historique de voiture de sport GT du constructeur italien Lamborghini, présentée au salon de l'automobile de Turin 1963, et commercialisée à 120 exemplaires en version Lamborghini 350 GT de 1964 à 1967,.

## Présentation

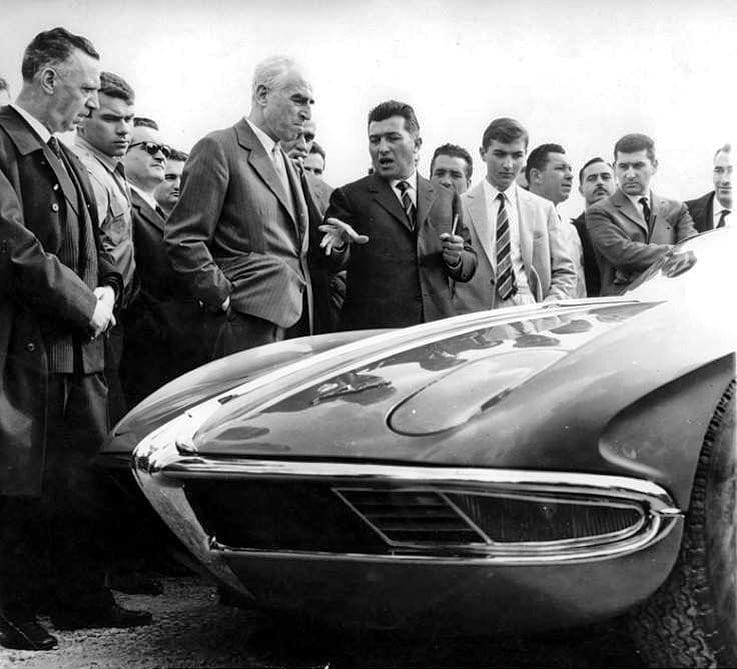
Présentation à la presse par Ferruccio Lamborghini, en 1963.

Important fabriquant italien d’après-guerre de tracteur agricole Lamborghini Trattori, de Sant'Agata Bolognese, et grand amateur de voitures de sport GT, Ferruccio Lamborghini se serait rendu chez son voisin Enzo Ferrari (d’après la légende de l’histoire de l'automobile) à l'usine Ferrari de Maranello (à 50 km au sud-ouest) pour critiquer la fragilité de ses voitures de sport Ferrari. Ce dernier lui aurait alors répondu avec mépris « Lamborghini, vous êtes peut-être capable de conduire un tracteur, mais vous ne saurez jamais conduire une Ferrari convenablement ». Piqué au vif, Ferruccio Lamborghini aurait alors décidé de défier Ferrari en créant les meilleurs GT du monde, avec sa propre marque de voitures de sport luxueuse « fiable » de Grand Tourisme à moteur V12 Lamborghini,. Enzo Ferrari n'adressera plus jamais la parole à son éternel rival. 

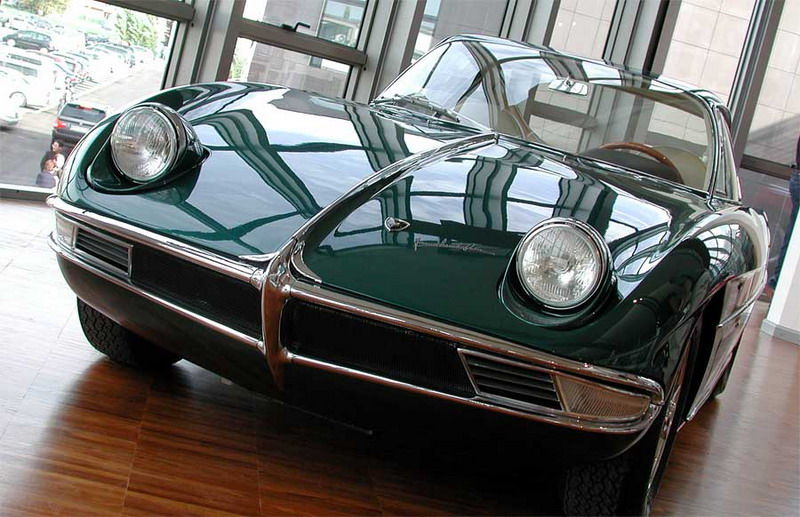
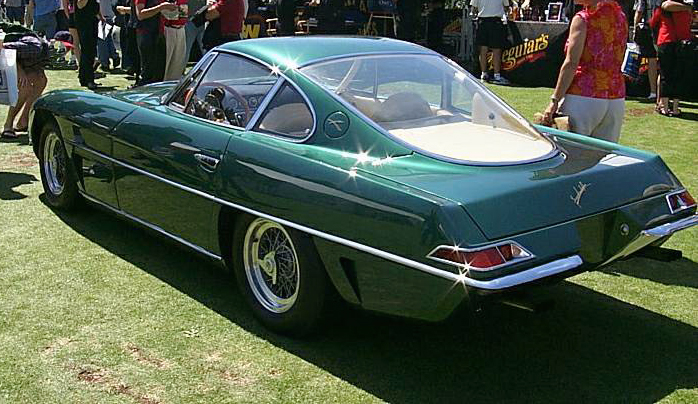

Ferruccio Lamborghini déclare en 1963 « J'ai possédé les voitures de sport les plus célèbres au monde. J'ai trouvé des défauts dans chacune de ces superbes voitures. Trop chaud ou trop inconfortable, pas assez rapide ou pas assez bien traité. Maintenant, je vais construire moi-même une voiture de sport. Une voiture parfaite. ». 

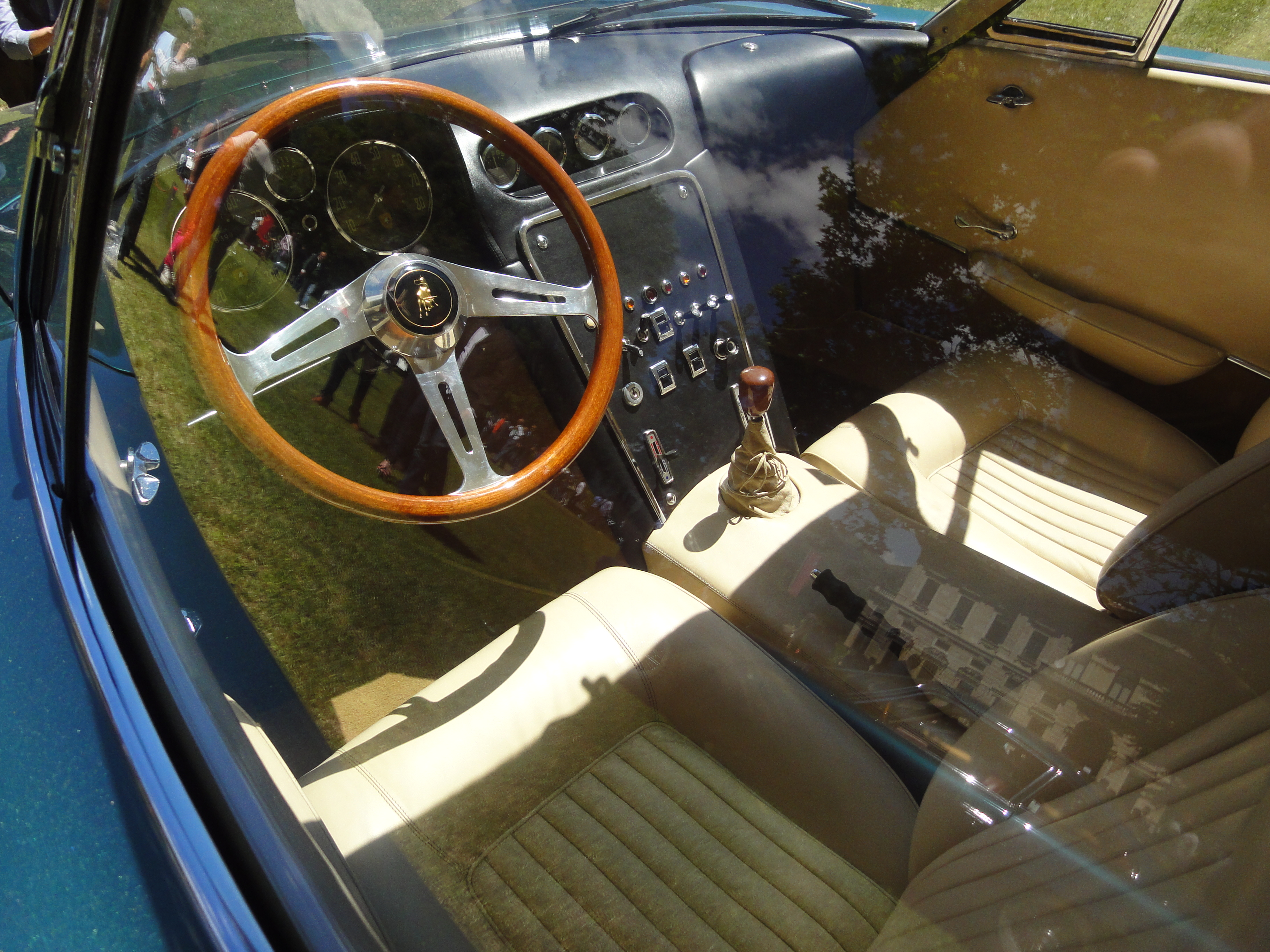
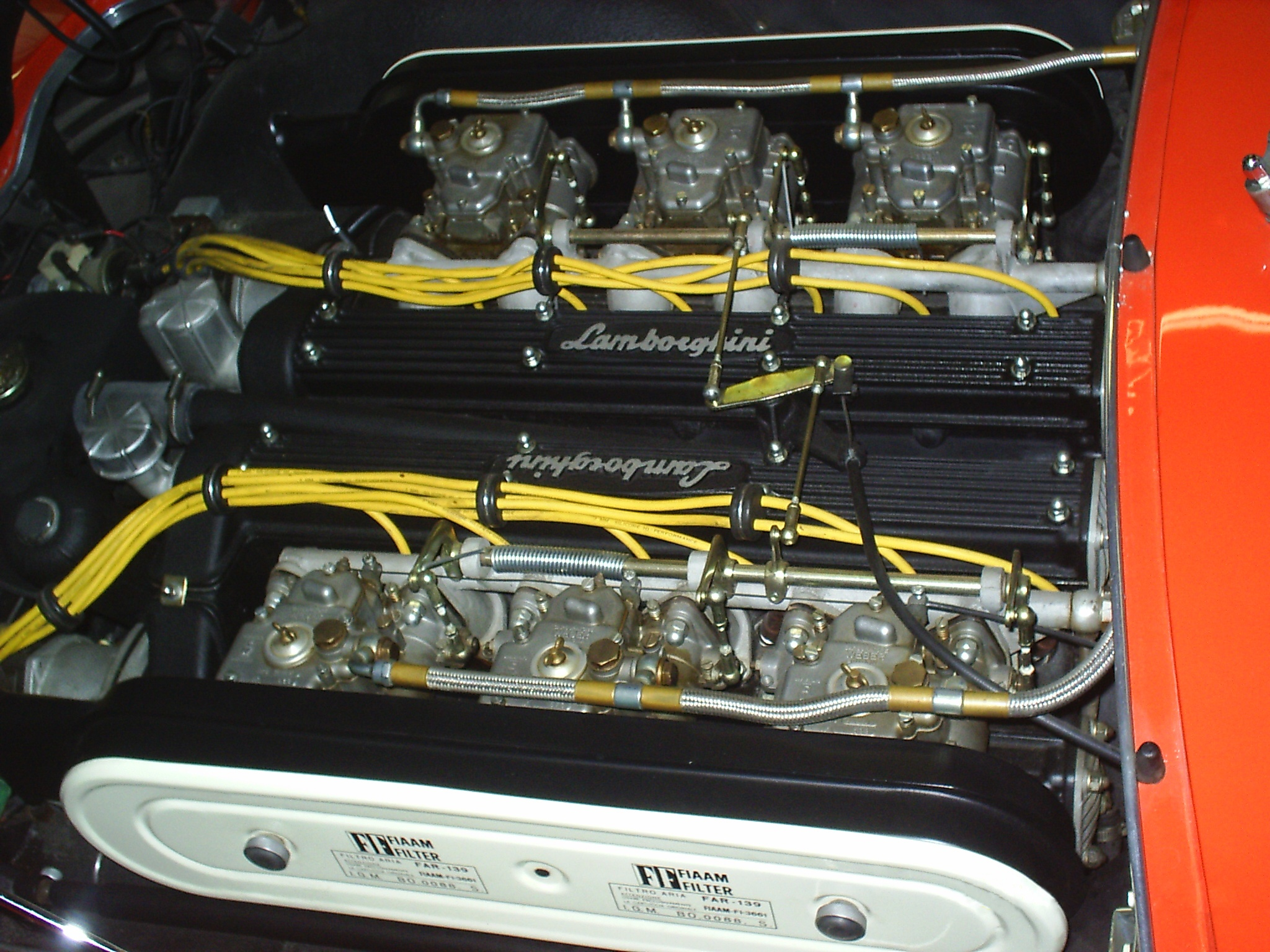

Il crée alors sa marque Automobili Lamborghini en 1963, et crée ce premier prototype en seulement douze mois, avec son chef-ingénieur Gian Paolo Dallara, pour rivaliser avec les mythiques Ferrari 250 GTO à moteur V12 Colombo de 3 L de 300 ch pour 283 km/h de l'époque. Il présente son prototype pour la première fois le 26 octobre 1963 devant sa nouvelle usine Lamborghini de Sant'Agata Bolognese, puis avec un franc succès public et médiatique, avec son moteur prototype exposé à côté de la voiture, au salon de l'automobile de Turin d'octobre 1963,.

### Carrosserie

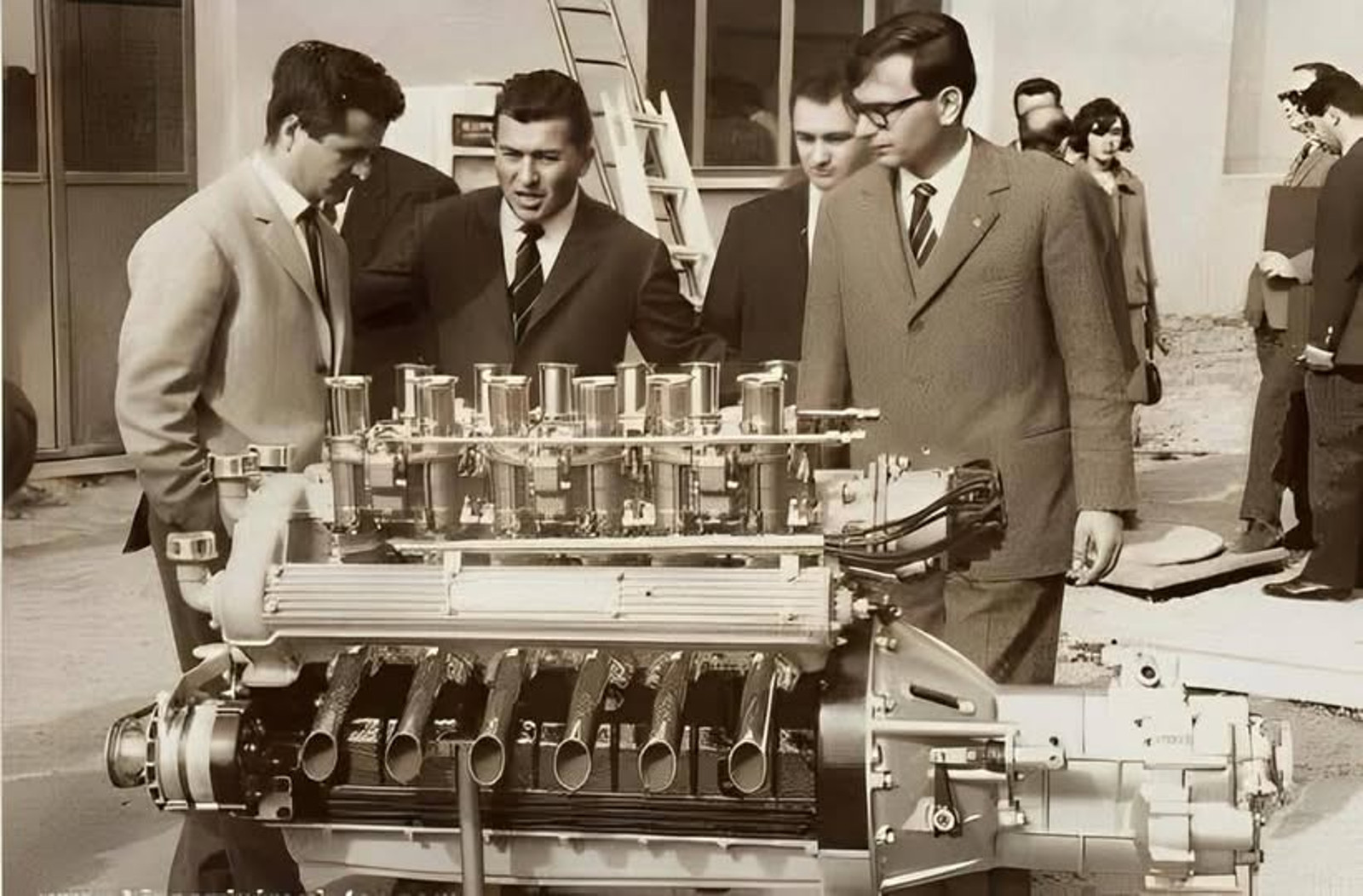
Giotto Bizzarrini, Ferruccio Lamborghini, et Gian Paolo Dallara, à Sant'Agata Bolognese, avec leur prototype de moteur Lamborghini V12 de 1963.

La carrosserie est l'œuvre du designer italien Franco Scaglione (ex chef-designer Bertone) entre autres inspirée des mythiques Ferrari 250 GTO et Jaguar Type E de l'époque, avec intérieur luxueux, arrière fastback, phares escamotables, et 6 sorties d'échappement. Durant les travaux de construction de l'usine Lamborghini de Sant'Agata Bolognese, elle est fabriquée sur un châssis tubulaire dessiné par Gian Paolo Dallara, chez Carrozzeria Sargiotto (de) de Turin, et Neri and Bonacini (en) de Modène.

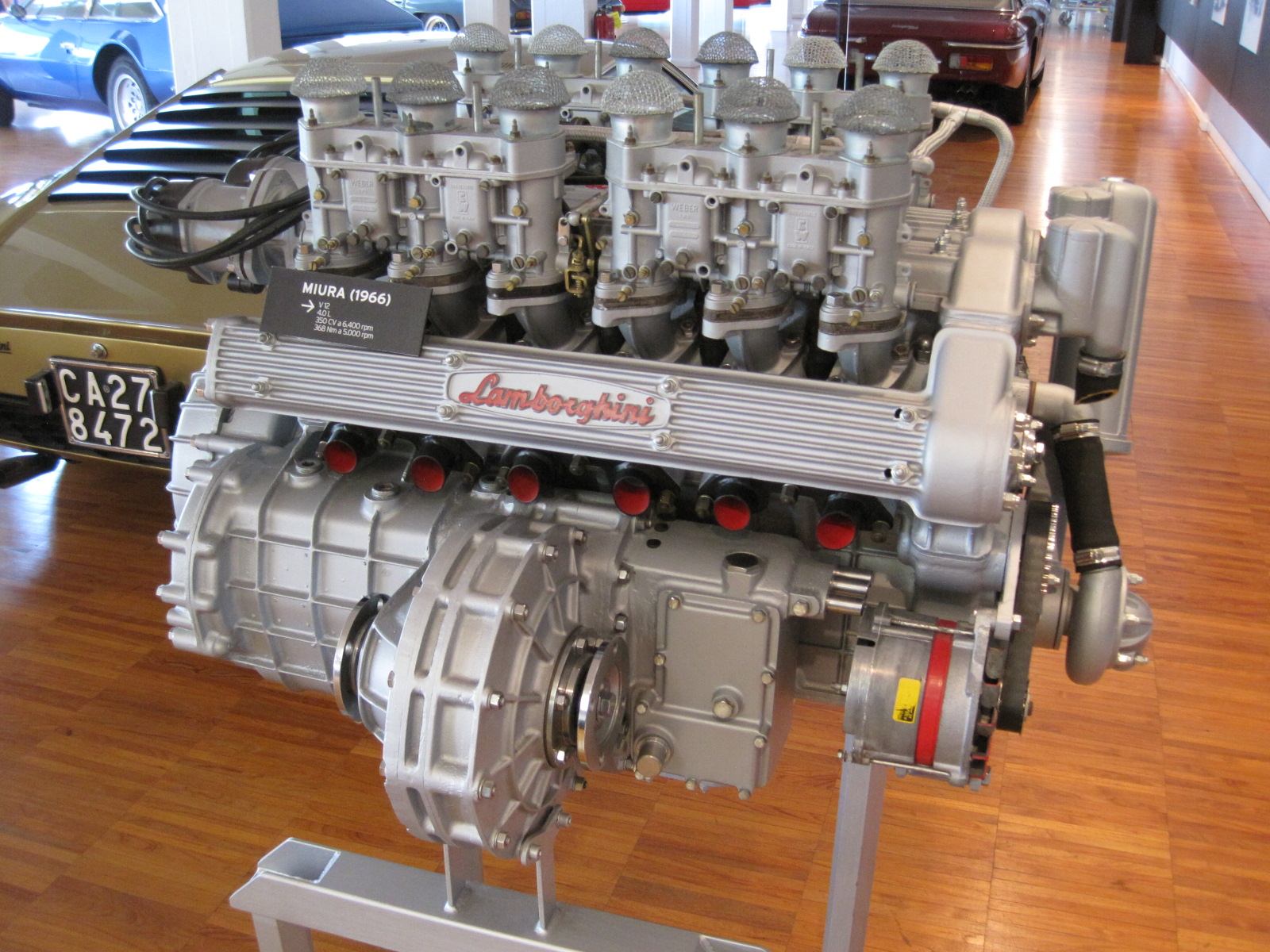
Moteur V12 Lamborghini du musée Lamborghini de Sant'Agata Bolognese

### Motorisation
Elle est motorisée par un moteur V12 Lamborghini à 60°, conçu par l'ex-ingénieur motoriste Ferrari Giotto Bizzarrini (concepteur des Ferrari 250 GTO, inspiré du moteur Ferrari V12 Colombo de Gioacchino Colombo) avec 3,5 L de cylindrée, double arbre à cames en tête, 6 carburateurs double-corps Weber latéraux, 24 soupapes, 360 ch à 8 000 tr/min, pour près de 280 km/h de vitesse de pointe. Ce moteur motorise toutes les Lamborghini durant 47 ans, jusqu’aux Lamborghini Murciélago de 2002.

## 350 GT, 400 GT 2+2, et Miura
La version Lamborghini 350 GT est présentée au salon de Genève de mars 1964, et commercialisée à 120 exemplaires de 1964 à 1967, puis en version Lamborghini 400 GT 2+2 vendue à 247 exemplaires de 1966 à 1968. La Lamborghini Miura lui succède de 1966 à 1973, vendue à 764 exemplaires.

Lamborghini 350 GT, Lamborghini 400 GT 2+2, et Lamborghini Miura
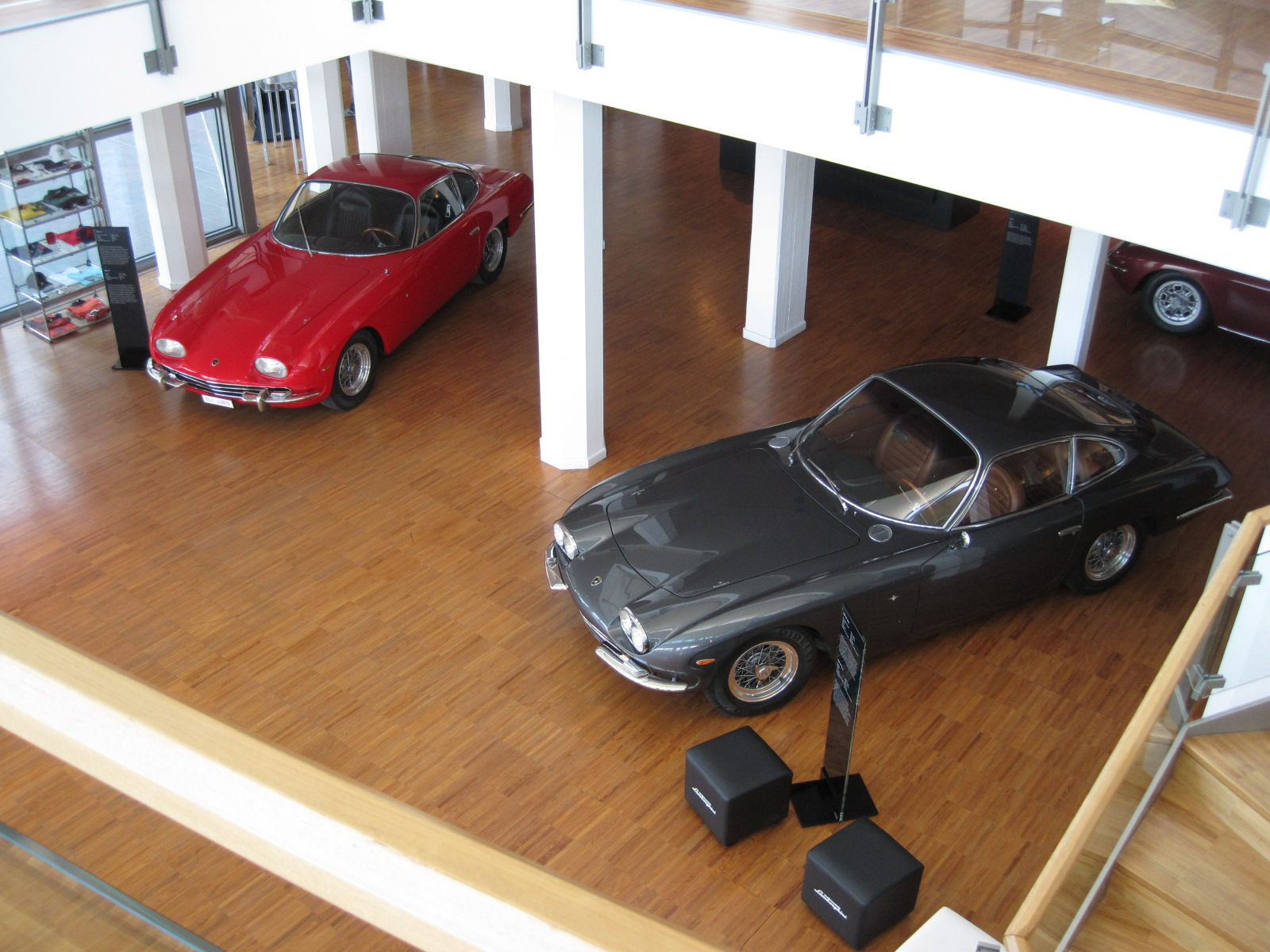
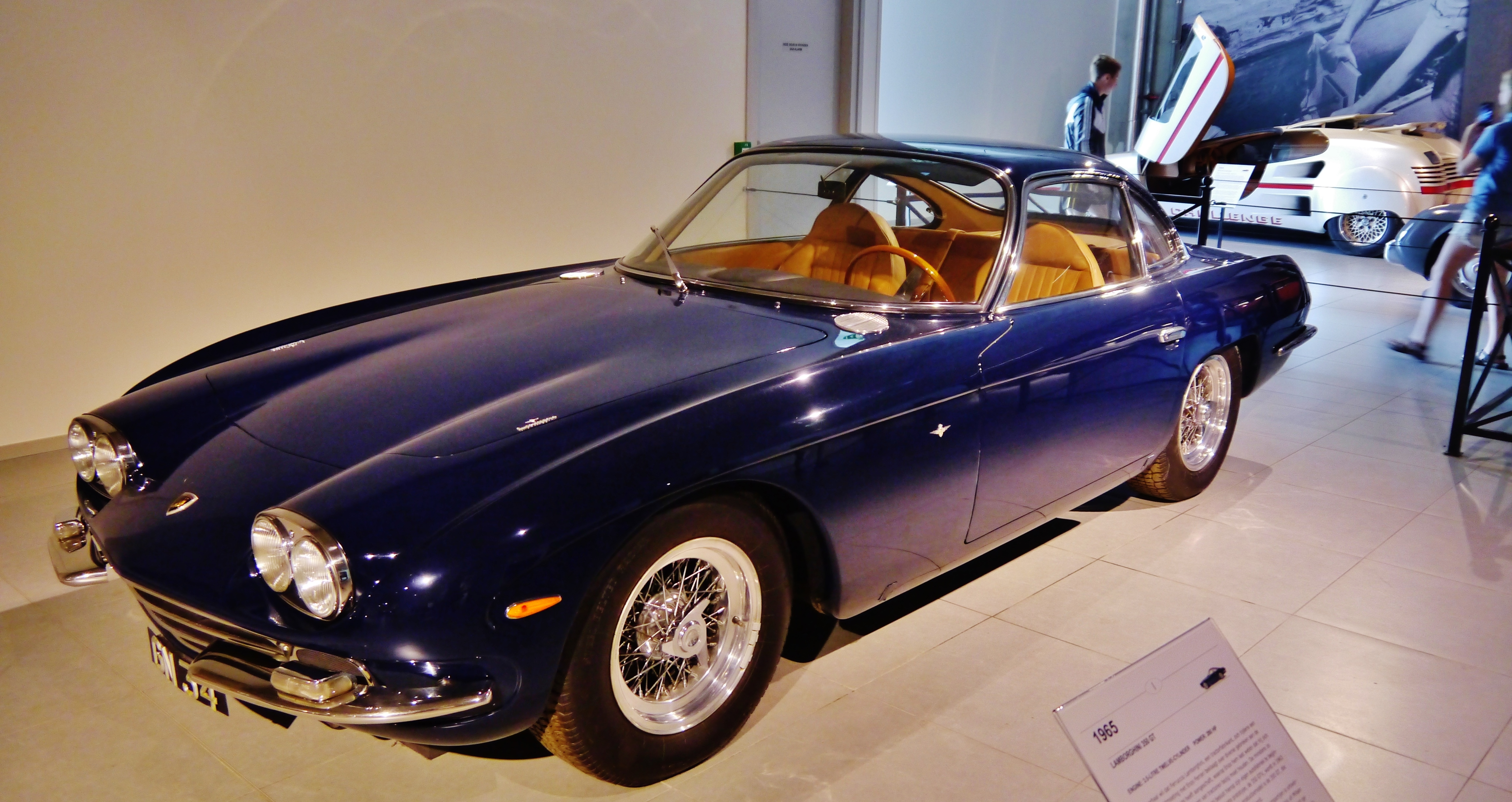
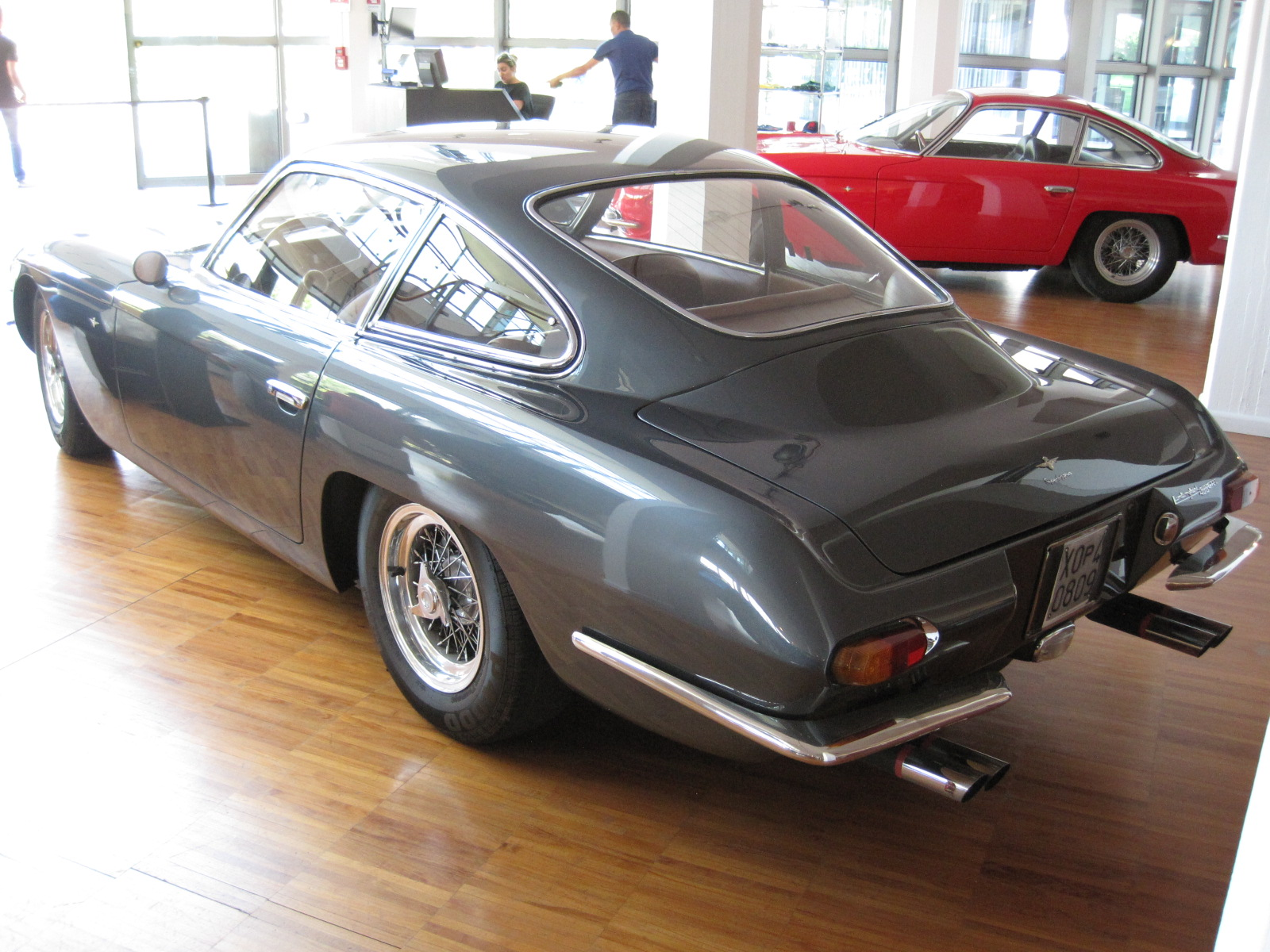
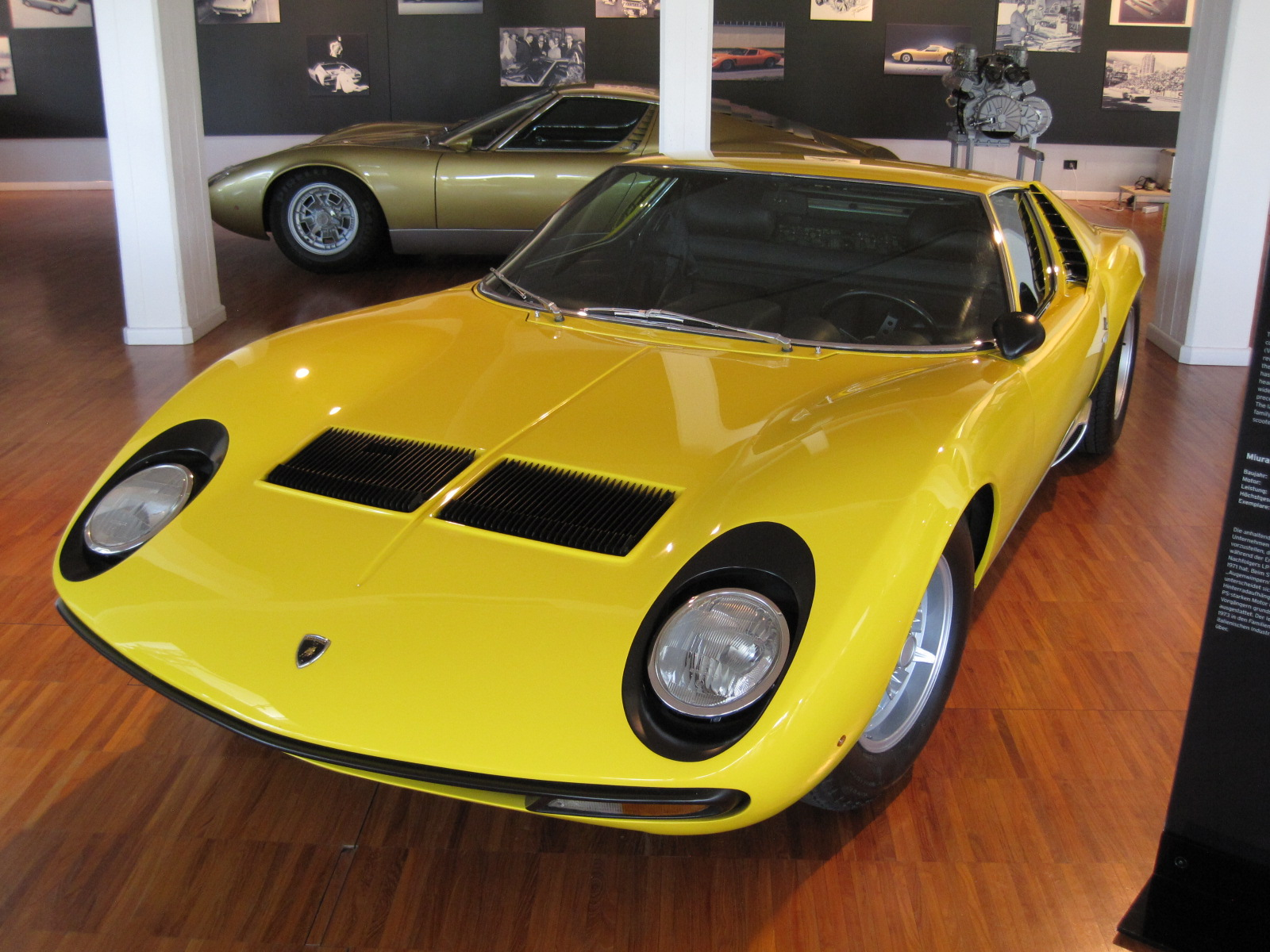

## Motonautisme
Ferruccio Lamborghini s'associe en 1968 avec Carlo Riva, pour motoriser un modèle unique et emblématique de « Riva Aquarama Lamborghini » avec deux moteurs V12 Lamborghini de 2 x 360 ch de ce premier prototype, pour faire des essais de compétition motonautique sur le lac d'Iseo et rivaliser entre autres avec les bateaux de course Ferrari Arno XI (1953), Abbate-Ferrari F1 Antares II (1954), ou San Marco Ferrari KD800 (1957), à moteurs Scuderia Ferrari,.

## Voiture de collection
Le prototype Lamborghini 350 GTV d'origine est entièrement restauré dans les années 1980, et exposé depuis au musée Lamborghini de Sant'Agata Bolognese, et dans de nombreux concours d'élégance mondiaux de voiture de collection. 

## Au cinéma
- 2022 : Lamborghini, l'homme derrière la légende, de Robert Moresco, film biographique inspiré d'une partie de la vie de Ferruccio Lamborghini[12].